# Rethonvillers
Rethonvillers est une commune française située dans le département de la Somme, en région Hauts-de-France.

## Géographie

### Localisation
Le village est à 51 km au sud-ouest d'Amiens, sur la l'ex-RN 30 (actuelle RD 930), à mi-distance de Nesle et Roye.
En 2019, le village est desservi par les autocars du réseau inter-urbain Trans'80, Hauts-de-France (ligne no 53, Roye - Esmery-Hallon - Ham).

### Géologie
Les couches argileuses de limon des plateaux constituent un sol de formation tertiaire, parfois mélangé aux silex. La couche de terre végétale est épaisse de 45 cm en moyenne. Au-dessous se trouve la craie.

### Relief
Un petit vallon, « La vallée des mouches », entaille le vaste plateau que forme le territoire.

### Hydrographie
La commune est située dans le bassin Artois-Picardie. Elle n'est drainée par aucun cours d'eau.

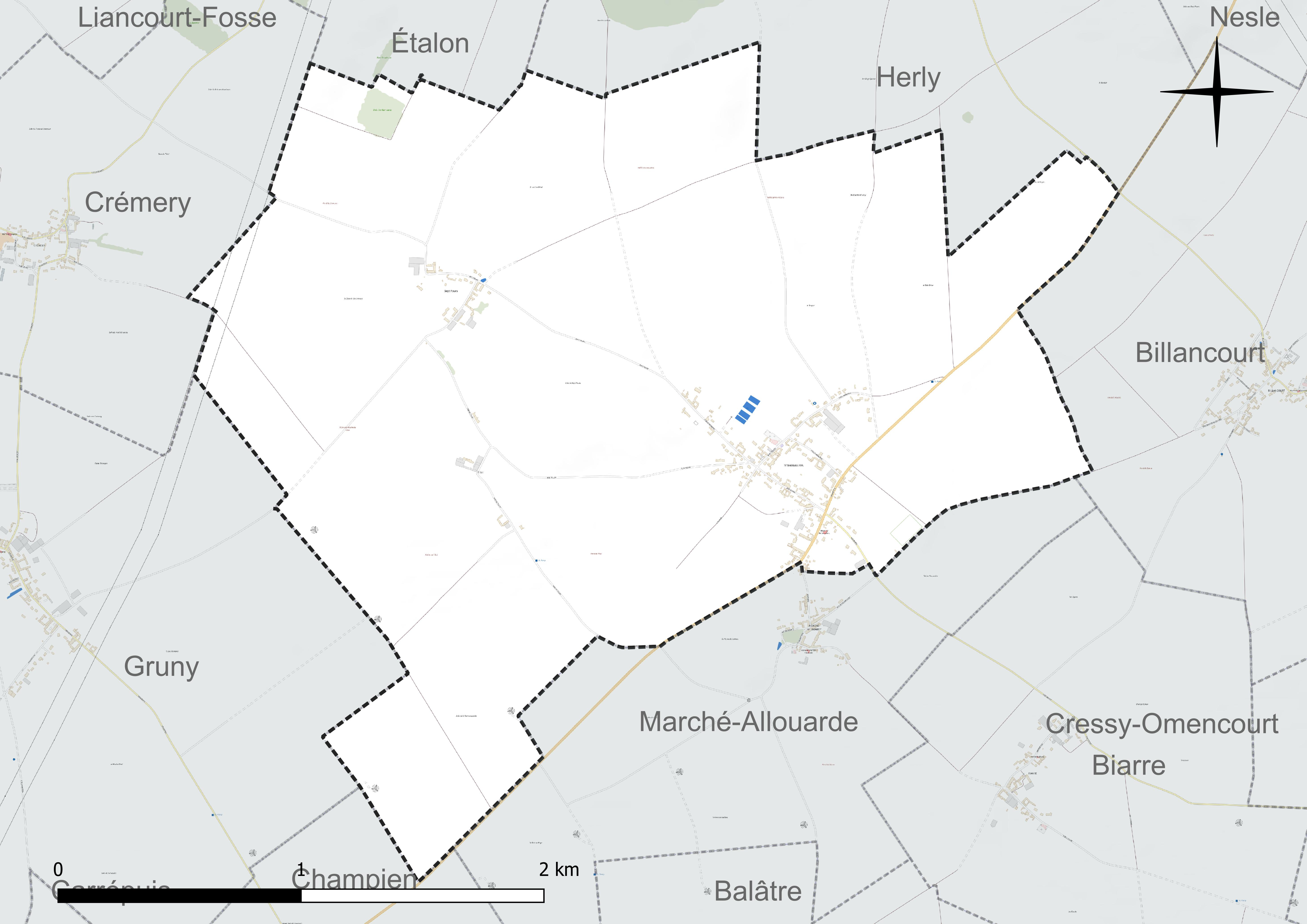
Réseau hydrographique de Rethonvillers.

### Climat
Pour des articles plus généraux, voir Climat des Hauts-de-France et Climat de la Somme.
En 2010, le climat de la commune est de type climat océanique dégradé des plaines du Centre et du Nord, selon une étude du CNRS s'appuyant sur une série de données couvrant la période 1971-2000. En 2020, Météo-France publie une typologie des climats de la France métropolitaine dans laquelle la commune est exposée à un climat océanique et est dans la région climatique Nord-est du bassin Parisien, caractérisée par un ensoleillement médiocre, une pluviométrie moyenne régulièrement répartie au cours de l'année et un hiver froid (3 °C).
Pour la période 1971-2000, la température annuelle moyenne est de 10,2 °C, avec une amplitude thermique annuelle de 14,5 °C. Le cumul annuel moyen de précipitations est de 702 mm, avec 11,3 jours de précipitations en janvier et 8,8 jours en juillet. Pour la période 1991-2020, la température moyenne annuelle observée sur la station météorologique la plus proche, située sur la commune de Rouvroy-en-Santerre à 12 km à vol d'oiseau, est de 10,8 °C et le cumul annuel moyen de précipitations est de 635,8 mm,. Pour l'avenir, les paramètres climatiques de la commune estimés pour 2050 selon différents scénarios d'émission de gaz à effet de serre sont consultables sur un site dédié publié par Météo-France en novembre 2022.

## Urbanisme

### Typologie
Au 1er janvier 2024, Rethonvillers est catégorisée commune rurale à habitat dispersé, selon la nouvelle grille communale de densité à sept niveaux définie par l'Insee en 2022.
Elle est située hors unité urbaine. Par ailleurs la commune fait partie de l'aire d'attraction de Roye, dont elle est une commune de la couronne,. Cette aire, qui regroupe 35 communes, est catégorisée dans les aires de moins de 50 000 habitants,.

### Occupation des sols
L'occupation des sols de la commune, telle qu'elle ressort de la base de données européenne d'occupation biophysique des sols Corine Land Cover (CLC), est marquée par l'importance des territoires agricoles (93,4 % en 2018), une proportion identique à celle de 1990 (93,4 %). La répartition détaillée en 2018 est la suivante : 
terres arables (93,4 %), zones urbanisées (6,6 %). L'évolution de l'occupation des sols de la commune et de ses infrastructures peut être observée sur les différentes représentations cartographiques du territoire : la carte de Cassini (XVIIIe siècle), la carte d'état-major (1820-1866) et les cartes ou photos aériennes de l'IGN pour la période actuelle (1950 à aujourd'hui).

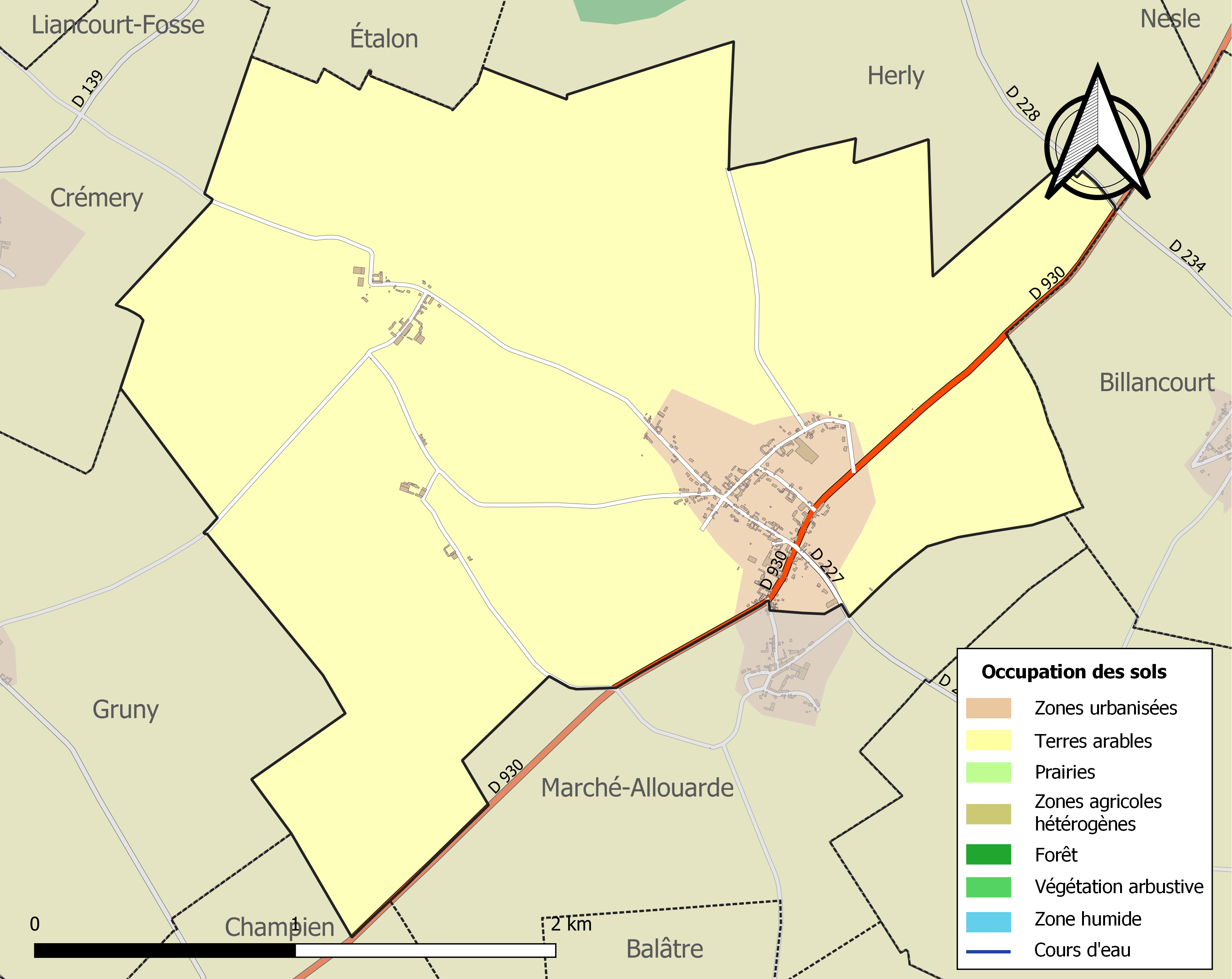
Carte des infrastructures et de l'occupation des sols de la commune en 2018 (CLC).

## Toponymie
Retunviller est nommé en 1200. Puis, Retunviller, Retunville, et Rethouviller en 1701. Noms tirés probablement de celui du premier propriétaire des lieux.
Le hameau de Sept-Fours tire son nom du four banal qui aurait eu sept entrées.
Tilloy est une forme admise de tilleul, l'arbre qui pousse dans la contrée.

## Histoire

### Antiquité
La découverte d'une statuette en bronze, un Apollon figurant un César et représentant un enfant à l'apothéose, atteste la présence romaine.

### Moyen Âge
Rethonvillers eut des seigneurs à son nom.
Le duc Jean de Tilloy, vers 1100, possédait un château qui fut plusieurs fois détruit.
Jean, sire de Nesle, se dit homme lige du Roi, en 1230, pour le village de Sept-Fours.

### Temps modernes et contemporains
Durant la guerre de Trente Ans, en 1636, les Espagnols pillent le village. Les cloches de l'église sont brisées et emportées.
En 1757, le village a déjà une école des filles. La maîtresse est rémunérée par la fabrique de l'église.
Pendant la guerre franco-allemande de 1870, un jeune du village fut blessé près de Metz, d'autres furent prisonniers en Prusse
Première Guerre mondiale.
À la fin de la guerre, la commune, reprise par les Alliés, servit de cantonnement d'arrière pendant l'Offensive du Printemps 1918,.
Le village a été très largement détruit pendant le conflit,,,.
Il a été décoré de la Croix de guerre 1914-1918 le 3 novembre 1920.
.
Seconde Guerre mondiale
Le village est également décoré de la Croix de guerre 1939-1945 avec étoile de bronze, le 11 novembre 1948.

## Politique et administration

### Rattachements administratifs et électoraux
La commune se trouvait depuis 1793 dans l'arrondissement de Montdidier du département de la Somme. À compter du 1er janvier 2017, la commune est rattachée à l'arrondissement de Péronne du même département.
Pour l'élection des députés, elle fait partie depuis 2012 de la cinquième circonscription de la Somme.
Elle fut le chef-lieu du fugace canton de Rethonvillers de 1793 à 1801, année où elle intègre le canton de Roye. Dans le cadre du redécoupage cantonal de 2014 en France, la commune fait désormais partie du canton de Ham.

### Intercommunalité
La commune était membre de la communauté de communes du Grand Roye, créée en 2012, mais s'en retire le 1er janvier 2014 pour adhérer à la communauté de communes du Pays Neslois,.
La loi portant nouvelle organisation territoriale de la République (Loi NOTRe) du 7 août 2015, prévoyant que les établissements publics de coopération intercommunale (EPCI) à fiscalité propre doivent avoir un minimum de 15 000 habitants, le schéma départemental de coopération intercommunale (SDCI) arrêté par le préfet de la Somme le 30 mars 2016 prévoit notamment la fusion des communautés de communes du Pays Hamois et celle du Pays Neslois, afin de constituer une intercommunalité de 42 communes groupant 20 822 habitants, et précise qu'il « s'agit d'un bassin de vie cohérent dans lequel existent déjà des migrations pendulaires entre Ham et Nesle. Ainsi Ham offre des équipements culturels, scolaires et sportifs (médiathèque et auditorium de musique de grande capacité, lycée professionnel, complexe nautique), tandis que Nesle est la commune d'accueil de grandes entreprises de l'agroalimentaire ainsi que de leurs sous-traitants ».
La fusion intervient le 1er janvier 2017 et la nouvelle structure, dont la commune fait désormais partie, prend le nom de communauté de communes de l'Est de la Somme,.

### Liste des maires
| Période                                  | Période                       | Identité         | Étiquette | Qualité                                 |
| ---------------------------------------- | ----------------------------- | ---------------- | --------- | --------------------------------------- |
| octobre 1789                             |                               | M. Hédouin       |           | Prieur-curé                             |
| Les données manquantes sont à compléter. |                               |                  |           |                                         |
| avant 1981                               |                               | Albert Ancellin  |           |                                         |
| Les données manquantes sont à compléter. |                               |                  |           |                                         |
| mars 2001                                | mars 2008                     | André Mercusot   |           |                                         |
| mars 2008                                | En cours (au 22 février 2018) | Philippe Lefèvre |           | Retraité Réélu pour le mandat 2020-2026 |

## Population et société

### Démographie
L'évolution du nombre d'habitants est connue à travers les recensements de la population effectués dans la commune depuis 1793. Pour les communes de moins de 10 000 habitants, une enquête de recensement portant sur toute la population est réalisée tous les cinq ans, les populations de référence des années intermédiaires étant quant à elles estimées par interpolation ou extrapolation. Pour la commune, le premier recensement exhaustif entrant dans le cadre du nouveau dispositif a été réalisé en 2005.

En 2022, la commune comptait 341 habitants, en évolution de −5,28 % par rapport à 2016 (Somme : −1,26 %, France hors Mayotte : +2,11 %).
| 1793 | 1800 | 1806 | 1821 | 1831 | 1836 | 1841 | 1846 | 1851 |
| ---- | ---- | ---- | ---- | ---- | ---- | ---- | ---- | ---- |
| 485  | 445  | 413  | 507  | 529  | 470  | 507  | 535  | 490  |

| 1856 | 1861 | 1866 | 1872 | 1876 | 1881 | 1886 | 1891 | 1896 |
| ---- | ---- | ---- | ---- | ---- | ---- | ---- | ---- | ---- |
| 475  | 461  | 427  | 414  | 418  | 411  | 405  | 411  | 404  |

| 1901 | 1906 | 1911 | 1921 | 1926 | 1931 | 1936 | 1946 | 1954 |
| ---- | ---- | ---- | ---- | ---- | ---- | ---- | ---- | ---- |
| 383  | 351  | 340  | 313  | 342  | 341  | 322  | 316  | 364  |

| 1962 | 1968 | 1975 | 1982 | 1990 | 1999 | 2005 | 2006 | 2010 |
| ---- | ---- | ---- | ---- | ---- | ---- | ---- | ---- | ---- |
| 366  | 335  | 286  | 303  | 335  | 300  | 325  | 327  | 343  |

| 2015 | 2020 | 2022 | - | - | - | - | - | - |
| ---- | ---- | ---- | - | - | - | - | - | - |
| 356  | 343  | 341  | - | - | - | - | - | - |

En 1899, le village compte deux hameaux Tilloy et Sept-Fours respectivement de 19 et 50 habitants.

### Enseignement
Après dix-huit ans de fermeture, le village rouvre son école à la rentrée 2019.
La commune est membre du regroupement pédagogique intercommunal de Carrépuis qui comprend sept villages.

## Économie
En 1892 a cessé la fabrication de la « liqueur des Boyards », production locale.

## Culture locale et patrimoine

### Lieux et monuments
- L'église Saint-Médard[37], construite au XVIIIe siècle, a été détruite au cours de la Première Guerre mondiale[38],[39],[40] et reconstruite depuis.

- Statue de la Vierge, de 1950, due au père jésuite desservant la paroisse. Elle a été érigée à la « frontière » avec Marché-Allouarde[41].

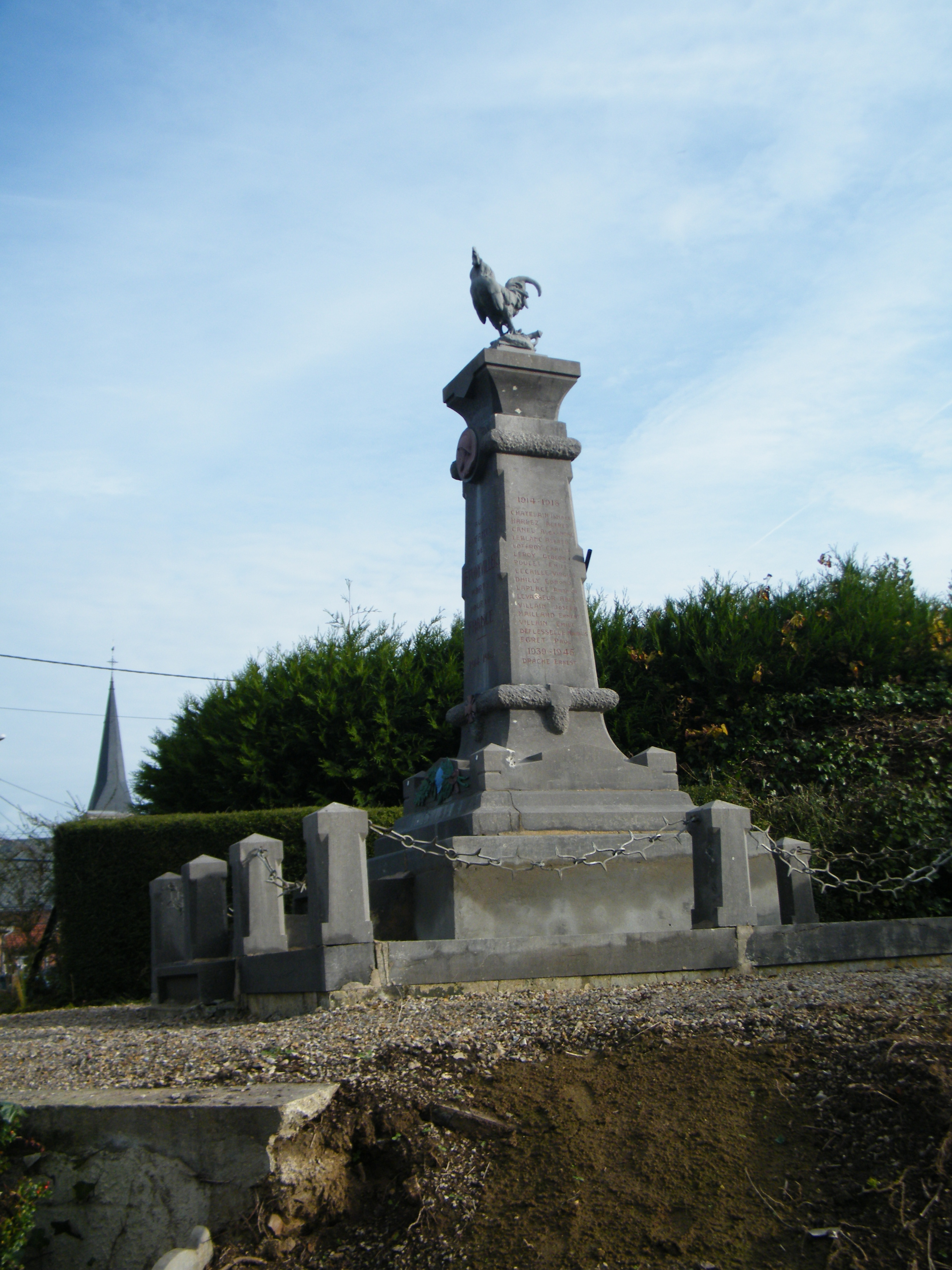
Monument.
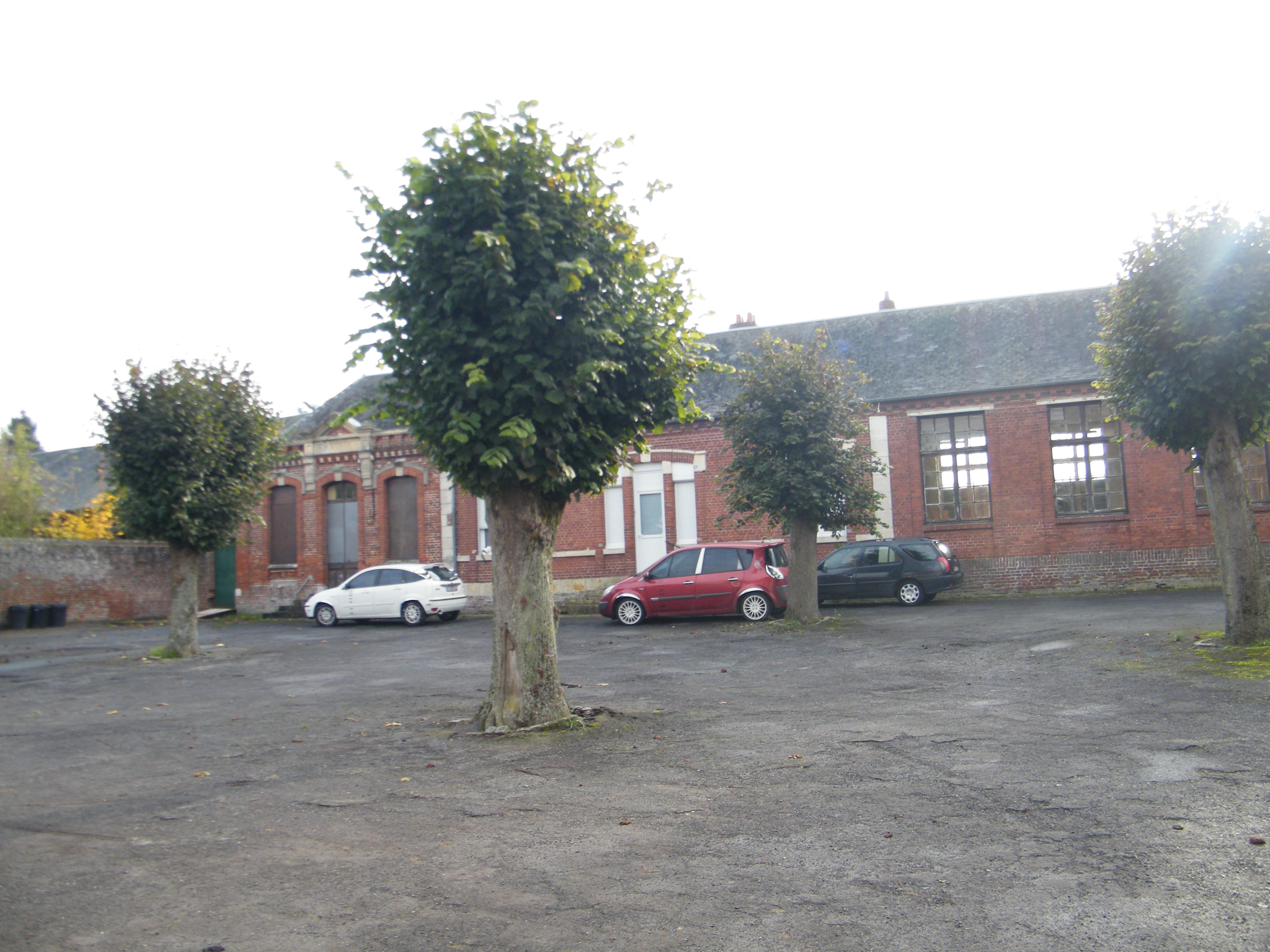
Ancienne mairie-école.
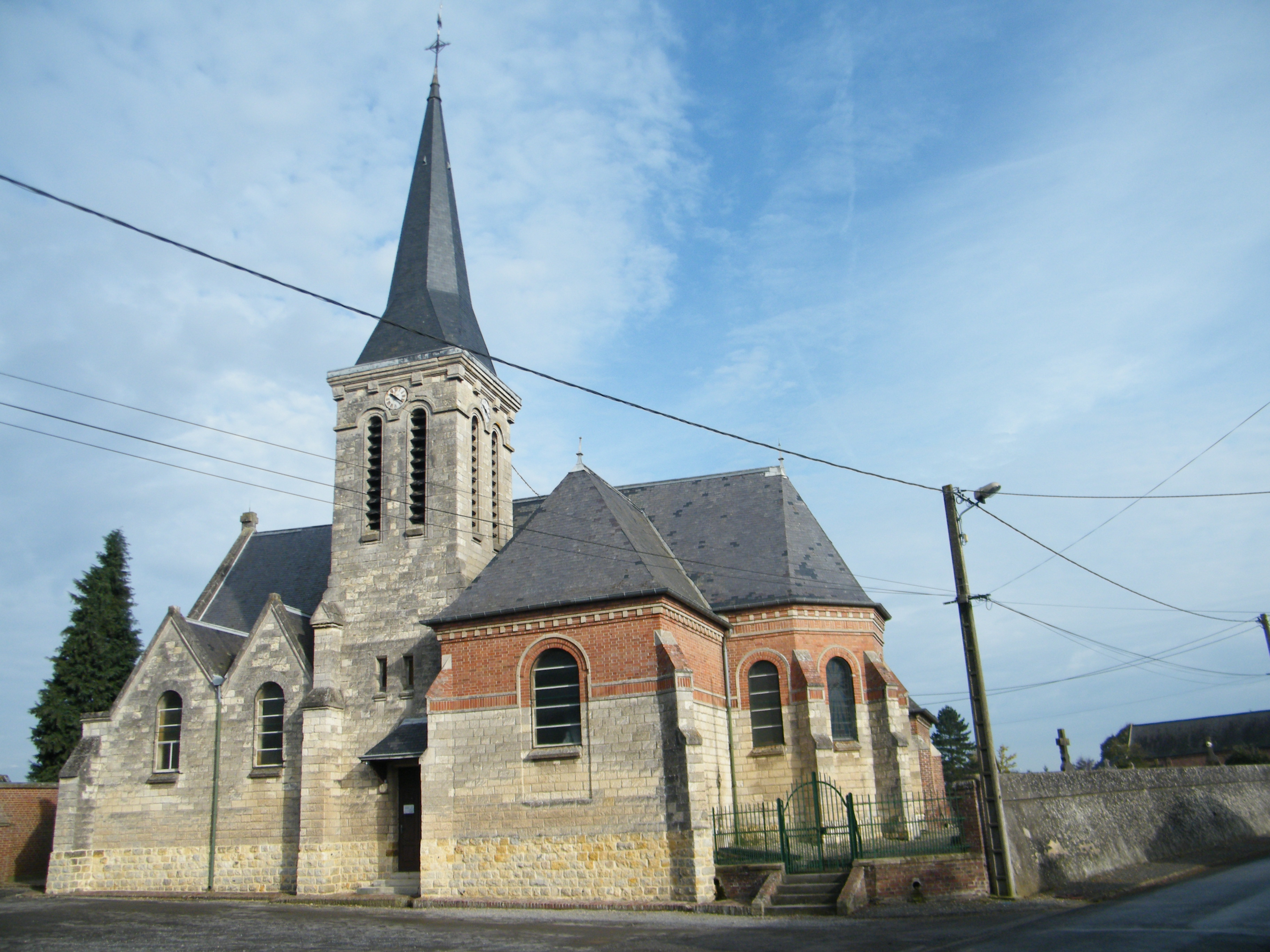
Église Saint-Médard.

### Personnalités liées à la commune
Jean Maupin (...-1742), chirurgien, décède à Rethonvillers, à plus de 100 ans.